# Idioma macedonio
El idioma macedonio (en macedonio: македонски јазик, romanizado: makedonski jazik, AFI: [maˈkɛdɔnski ˈjazik]) es una lengua indoeuropea de la rama meridional de las lenguas eslavas. Se escribe en alfabeto cirílico.
Es hablado por unos 2 millones de personas, principalmente en Macedonia del Norte, donde es lengua oficial, y Macedonia (región). Además, es reconocido como lengua minoritaria en Albania y Serbia y es hablado por comunidades de inmigrantes en partes de Australia, Canadá y los Estados Unidos.

## Aspectos históricos, sociales y culturales
El idioma macedonio se desarrolló a partir de los dialectos del oeste del continuo dialectal de las lenguas eslavas meridionales, cuyos primeros registros se conocen como antiguo eslavo eclesiástico. Durante la mayor parte de la historia, al dialecto continuo se lo conocía con el nombre de «búlgaro», pero durante el siglo XIX los dialectos del oeste empezaron a llamarse «macedonios». La forma estándar del idioma fue codificada en 1945 y ha desarrollado una literatura moderna. El macedonio tiene similitudes con el búlgaro y con el serbio, idiomas que pertenecen al mismo grupo lingüístico. El macedonio también comparte similitudes tipológicas con el rumano, el griego y el albanés. Estos cinco idiomas conforman el área lingüística balcánica, aunque todos son de diferentes familias de idiomas (el rumano es una lengua romance, mientras que el griego y el albanés son parte de su propia rama en la familia indoeuropea). 
Históricamente, el vocabulario del idioma ha sido influido por el idioma turco y el idioma ruso.
En su vocabulario se dan influencias menores que provienen tanto de idiomas vecinos como de idiomas de prestigio. Debido a que el macedonio y el búlgaro son idiomas mutuamente inteligibles, tienen características lingüísticas en común y han estado históricamente relacionados. Los lingüistas están divididos en sus opiniones sobre estos dos idiomas; algunos los consideran dos idiomas separados, mientras que otros, un solo idioma pluricéntrico.

### Dialectos
Los lingüistas distinguen 29 dialectos del macedonio y las mayores diferencias se pueden encontrar entre hablantes de los grupos dialectales del oeste y el este. Algunas características de la gramática del macedonio son el acento que recae sobre la antepenúltima sílaba, el uso de tres artículos definidos deícticos que indican la posición del sustantivo al que se refiere en referencia al emisor. También existen numerosos tiempos verbales y se puede distinguir entre conjugaciones verbales simples y complejas. La ortografía del idioma es fonética y a cada grafema le corresponde un fonema. El idioma se escribe con las letras del alfabeto cirílico y existen 7 caracteres originales.

### Historia

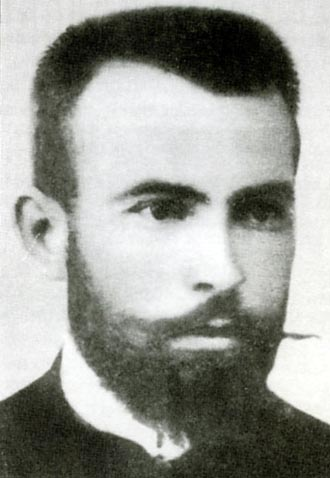
Krste Petkov Misirkov fue el primer autor que describió la base del idioma macedonio en su libro Za makedonckite raboti (Sobre los asuntos macedonios), publicado en 1903.

Los eslavos que llegaron a los Balcanes hablaban sus propios dialectos y usaban otros dialectos o idiomas para comunicarse con otras nacionalidades. El período «canónico» del eslavo eclesiástico en el desarrollo del macedonio empezó en el siglo IX y duró hasta la primera mitad del siglo XI. Durante ese período, empezaron a traducirse textos religiosos del griego. La recesión macedonia del eslavo eclesiástico apareció durante el mismo período en el Imperio búlgaro y se la refería como macedonia debido a los trabajos de la escuela literaria de Ohrid. Durante los cinco siglos del Imperio otomano, el idioma hablado en el territorio de Macedonia de Norte experimentó cambios lingüísticos y gramaticales que llegaron a caracterizarlo como un miembro del área lingüística balcánica. Este período también vio la introducción de numerosas palabras del turco en el idioma.
Durante la segunda mitad del siglo XVIII, el macedonio literario moderno empieza a usarse en los libros de algunos autores que empleaban sus dialectos macedonios nativos, pero se referían a su idioma como «búlgaro». Durante la primera mitad del siglo XIX, surgió el nacionalismo entre la gente eslava del sur dentro del Imperio otomano. Durante este período, se creó la iglesia común para los eslavos búlgaros y macedonios que usaba un estándar idiomático bulgaromacedonio. En el período entre 1840 y 1870, es difícil definir la base dialectal del idioma común al que se llamaría búlgaro. Durante ese período, surgieron dos ideas opuestas. Una ideología fue crear un idioma literario búlgaro que se basaría en dialectos macedonios, pero estas propuestas fueron rechazadas por los búlgaros que empezaron a tener más poder dentro del Imperio otomano. Durante ese período, apareció literatura escrita en los dialectos macedonios de Struga con influencia del idioma ruso. Los libros usaron una forma dialectal del idioma hablado o un idioma macedonio-búlgaro. Con posterioridad, algunas personas propusieron la idea de usar un idioma macedonio diferente.
Krste Petkov Misirkov fue el primer autor que intentó formalizar un idioma literario en su libro Za makedonckite raboti (Sobre los asuntos macedonios) publicado en el año 1903. En este libro, propuso la gramática del idioma y describió la meta de codificarlo y usarlo en las escuelas. Según el autor, el dialecto hablado en las ciudades de Prilep y Bitola, fue el que se usaría como base dialectal para la formación del macedonio estándar. Su libro fue prohibido por las autoridades búlgaras y su idea no se pudo adoptar hasta los años 40 del siglo XX. En 2 de agosto de 1944 durante la primera reunión de la Asamblea antifascista para la liberación nacional de la población macedonia (ASNOM), el macedonio se declaró como idioma oficial. Con eso, fue el último idioma eslavo en obtener una forma estándar literaria. El macedonio se usó como uno de los tres idiomas oficiales de Yugoslavia desde 1945 hasta 1991.

### Distribución geográfica de hablantes
Aunque el número exacto de hablantes nativos y hablantes secundarios del macedonio es difícil de caracterizar debido a las políticas de los países vecinos y la emigración de la población, se estima que existen entre 1,4 y 3,5 millones de hablantes. Según el censo de 2002, la población total de Macedonia del Norte fue 2 022 547, con 1 344 815 ciudadanos que consideran el macedonio como su idioma materno. El macedonio se estudia y se habla en diferentes niveles como idioma secundario de todas las minorías étnicas en el país.
Fuera de Macedonia del Norte, existen minorías de hablantes del macedonio en los países vecinos, incluso 4 697 en Albania (según el censo de 1989), 1 609 en Bulgaria (según el censo de 2011) y 12,706 en Serbia (según el censo de 2011). El número exacto de hablantes del macedonio en Grecia es difícil de estimar debido a las políticas del país. Según estimaciones de finales del siglo XX, el número total de eslavófonos en el país se situaba entre 50 000 y 300 000. Aproximadamente 580 000 macedonios viven fuera de Macedonia del Norte según el censo de 1964. La mayor parte viven en Australia, Canadá, y los Estados Unidos. Por consiguiente, el número de hablantes de macedonio en estos países incluye a 66 020 (según el censo de 2016), 15 605 (según el censo de 2016) y 22 885 personas (según el censo de 2010).
El macedonio es la lengua oficial en Macedonia del Norte. Está reconocido como idioma minoritario y oficial en partes de Albania (Pustec), Rumania, Serbia (Jabuka y Plandište) y Bosnia y Herzegovina. Hay previsión de que se pueda aprender el idioma en Rumania ya que los macedonios son un grupo oficialmente reconocido como minoría. El macedonio se estudia y se enseña en varias universidades del mundo y existen centros de investigación en universidades en Europa (Francia, Alemania, Austria, Italia, Rusia) Australia, Canadá y los Estados Unidos (Chicago y Carolina del Norte).

### Escritura
Para escribir se usa el alfabeto cirílico macedonio, una variante cirílica compuesta por 31 letras. Esta, junto con el glagolítico, fue una antigua escritura eslava, usada para el antiguo eslavo eclesiástico. Únicamente el cirílico pervive hasta hoy, probablemente porque las letras han sido más simples y aprendidas fácilmente, desde su introducción al pueblo eslavo, mediante los escritos cristianos.
El macedonio se imparte como materia en varios centros universitarios del mundo y en todas las universidades de la antigua Yugoslavia.

### Puntos de vista políticos sobre la lengua
Los políticos y los académicos de Macedonia del Norte, Bulgaria y Grecia tienen puntos de vista opuestos sobre la existencia y la peculiaridad del idioma macedonio. Durante diferentes décadas, el macedonio ha sido denominado como una variante del búlgaro, pero sobre todo durante la primera mitad del siglo XX como serbio, o como un idioma completamente distinto. Históricamente, después de la codificación oficial, el uso del idioma ha sido el sujeto de vistas diferentes y de diferentes políticas dentro de Serbia, Bulgaria y Grecia. Algunos académicos internacionales reclaman que el bulgaromacedonio era un idioma pluricéntrico hasta el siglo XX y proponen el argumento de que la idea del separatismo lingüístico emergió al final del siglo XX con la llegada del nacionalismo macedonio, y la necesidad de un idioma macedonio estándar ha aparecido en el inicio del siglo XX. Diferentes lingüistas han propuesto el argumento de que, durante su codificacion, el idioma macedonio estándar ha sido eserbianizado sobre todo con respecto a su ortografía y vocabulario.

## Descripción lingüística

Clasificación del idioma macedonio en el árbol genético de la familia indoeuropea

El macedonio pertenece al grupo de idiomas eslavos del grupo del este en la rama de lenguas eslavas meridionales en la familia indoeuropea. En este grupo, el idioma se encuentra junto con el búlgaro y el antiguo eslavo eclesiástico. Algunos autores también incluyen los dialectos morlacos en este grupo. Los parientes lingüísticos más cercanos al macedonio son el búlgaro y el serbocroata. También se puede añadir el idioma esloveno, pero este tiene una relación más lejana. Todos juntos, las lenguas eslavas meridionales forman un continuo dialectal. El macedonio (como otros idiomas eslavos del sur) tiene características que lo hacen formar parte del grupo de idiomas balcánicos. 
El macedonio y el búlgaro son las únicas lenguas eslavas que no usan casos con los sustantivos (aparte del vocativo y algunas huellas de inflexiones). El idioma tiene tres artículos definidos, que se añaden como sufijos. Estos dos idiomas también han perdido el infinitivo. Son los únicos idiomas eslavos que usan artículos definidos (el macedonio tiene tres artículos deícticos que se refieren a sustantivos no especificados, proximales y distales). El macedonio y el búlgaro son los únicos idiomas indoeuropeos que usan el modo narrativo.

### Fonología
Posee cinco vocales, una semivocal, tres consonantes líquidas, tres oclusivas nasales, tres pares de fricativas, dos pares de africadas, una fricativa sorda no emparejada, nueve pares de consonantes sonoras y sordas y cuatro pares de oclusivas.
Además, la schwa [ə] aparece en ciertas palabras literarias en las que siempre se acentuó. En la ortografía se expresa con un apóstrofo, como en к'на ['kəna] (henna). En ciertos dialectos o préstamos se encuentra un uso más común de la schwa.
El inventario vocálico es el siguiente:
|         | Anterior | Central | Posterior |
| ------- | -------- | ------- | --------- |
| Cerrada | i        |         | u         |
| Media   | ɛ        | (ə)     | ɔ         |
| Abierta |          | a       |           |

La vocal /ə/ aparece sólo en una cuantas palabras, la cual es escrita con un apóstrofo <'>. Aparece en algunos dialectos o préstamos lingüísticos.
El inventario consonántico viene dado por:
|                     | Bilabial | Bilabial | Labio- dental | Labio- dental | Dental | Dental | Alveolar | Alveolar | Post- alveolar | Post- alveolar | Palatal | Palatal | Velar | Velar |
| ------------------- | -------- | -------- | ------------- | ------------- | ------ | ------ | -------- | -------- | -------------- | -------------- | ------- | ------- | ----- | ----- |
| Nasal               | m        | m        |               |               | n      | n      |          |          |                |                | ɲ       | ɲ       |       |       |
| Oclusiva            | p        | b        |               |               | t      | d      |          |          |                |                | c       | ɟ       | k     | ɡ     |
| Africada            |          |          |               |               | t͡s     | d͡z     |          |          | t͡ʃ             | d͡ʒ             |         |         |       |       |
| Fricativa           |          |          | f             | v             | s      | z      |          |          | ʃ              | ʒ              |         |         | x     | x     |
| Aproximante         |          |          |               |               |        |        |          |          |                |                | j       | j       |       |       |
| Vibrante múltiple   |          |          |               |               |        |        | r        | r        |                |                |         |         |       |       |
| Aproximante lateral |          |          |               |               | ɫ      | ɫ      | l        | l        |                |                |         |         |       |       |

### Léxico
Como resultado de la estrecha relación con el búlgaro y el serbocroata, el macedonio comparte una cantidad considerable de su léxico con estos idiomas. Otras lenguas que han estado en posiciones de poder, como el turco otomano y cada vez más el inglés también proporcionan una cantidad significativa de préstamos lingüísticos. Idiomas prestigiosos, como el antiguo eslavo eclesiástico, ocupa una relación con el macedonio moderno comparable a la relación del latín medieval con las lenguas romances modernas, y el ruso también proporciona una fuente de préstamos léxicos.

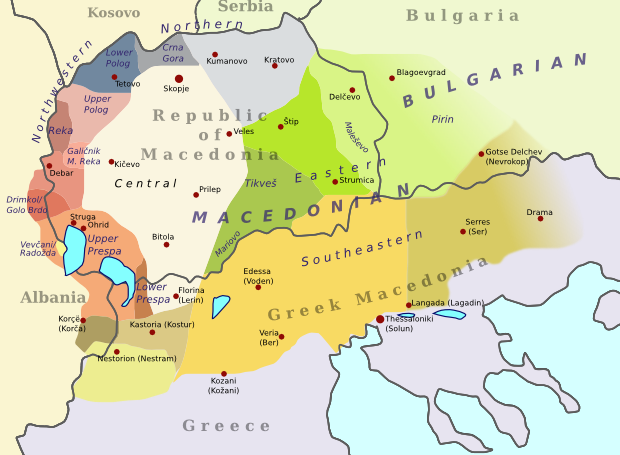
Dialectos del idioma macedonio

Durante el proceso de normalización, había un cuidado deliberado para tratar de purificar el léxico de la lengua. Serbismos y bulgarismos, que se habían vuelto comunes debido a la influencia de estas lenguas en la región, fueron rechazados en favor de las palabras de dialectos y arcaísmos nativos. Un ejemplo fue la palabra «evento», настан [nastan], que se encontró en algunos ejemplos de la poesía popular recogida por los hermanos Miladinov en el siglo XIX, mientras que el escritor macedonio Krste Misirkov había utilizado la palabra собитие [sɔbitiɛ]. Esto no quiere decir que no haya serbismos, bulgarismos o incluso rusianismos en el idioma, sino más bien que estaban desalentados en un principio de «la búsqueda de material nativo primigenio».
La lengua de los escritores al final del siglo XIX abundaba en Rusia y, más concretamente, elementos léxicos y morfológicos del antiguo eslavo eclesiástico, que en la norma actual son sustituidos por modelos más actuales.
Se acuñaron nuevas palabras siguiendo la lógica interna y otras calcadas de lenguas relacionadas (especialmente el serbocroata) para reemplazar las adquiridas del ruso, lo que incluye известие → извештај, количество → количина, согласие → слога, etc. Este cambio tuvo como objetivo llevar el idioma macedonio escrito más cercano al lenguaje hablado, distanciándose con eficacia de la lengua búlgara que ha mantenido sus numerosos préstamos rusos, y representa un exitoso intento purista en la abolición de una tradición léxica común en la literatura escrita.

### Texto de ejemplo
A continuación, se puede ver un texto escrito en macedonio (los versos del Padre Nuestro).
|  | Оче наш (alfabeto cirílico) Оче наш, кој си на небесата, да се свети името Твое, да дојде царството Твое, да биде волјата Твоја, како на небото, така и на земјата; лебот наш насушен дај ни го денес и прости ни ги долговите наши како и ние што им ги проштеваме на нашите должници; и не нѐ воведувај во искушение, но избави нѐ од лукавиот Зашто Твое е Царството и Силата и Славата, во вечни векови. Амин!. | Oče naš (versión transliterada) Oče naš, koj si na nebesata da se sveti imeto Tvoe, da dojde carstvoto Tvoe, da bide voljata Tvoja, kako na neboto, taka i na zemjata; lebot naš nasušen daj ni go denes i prosti ni gi dolgovite naši kako i nie što im gi proštevame na našite dolžnici I ne nè voveduvaj vo iskušenie, no izbavi nè od lukaviot. Zašto Tvoe e Carstvoto i Silata i Slavata, vo večni vekovi. Amin! | Padre nuestro (versión en español) Padre nuestro, que estás en el cielo, santificado sea tu Nombre; venga a nosotros tu reino; hágase tu voluntad en la tierra como en el cielo. Danos hoy nuestro pan de cada día; perdona nuestras ofensas como también nosotros perdonamos a los que nos ofenden; no nos dejes caer en la tentación, y líbranos del mal. ¡Amén! |